# エジプト九柱の神々
エジプト九柱の神々（エジプトきゅうはしらのかみがみ、Ennead（ギリシア語で「九人組」「九個一組」の意味））は、エジプト神話の中のヘリオポリス創世神話に関わる九柱の神と女神。ヘリオポリス九柱神、エニアド、エネアドとも。
エニアド(Ennead)は、これらの神々の集会を表記するのにも用いられる。

## 一覧
- アトゥム（Atum） - 創造神、シューとテフヌトの父
- シュー（Shu） - ゲブとヌトの父
- テフヌト（Tefnut） - ゲブとヌトの母
- ゲブ（Geb） - オシリス、イシス、セト、ネフティスの父
- ヌト（Nuit） - オシリス、イシス、セト、ネフティスの母
- オシリス（Osiris）
- イシス（Isis）
- セト（Set）
- ネフティス（Nephthys）

一部、ラー、トト、大ホルス、アメン=ラー、ホルスなどが入れ替わる場合もある。